# Tirunelveli (huyện)
Huyện Tirunelveli là một huyện thuộc bang Tamil Nadu, Ấn Độ. Thủ phủ huyện Tirunelveli đóng ở Tirunelveli. Huyện Tirunelveli có diện tích 6810 ki lô mét vuông. Đến thời điểm năm 2001, huyện Tirunelveli có dân số 2801194 người.